# Daniel Cronström
Daniel Cronström, född 1655, död 1719, var en svensk diplomat. Han var son till myntmästaren Isaac Cronström och Christina Cronström och bror till generalen Isaac Cronström.

## Biografi
Cronström blev 1702 resident i Paris, och 1705 extraordinarie envoyé. Han var föga framträdande som diplomat, men var en god kännare av franska förhållanden, samvetsgrann och plikttrogen och tog väl omhand de svenskar, som besökte Paris, bland annat Carl Gustaf Tessin.